# Hans von Reibnitz
Pour les articles homonymes, voir Nagel.
Hans von Reibnitz (né le 19 septembre 1854 à Heinrichau et mort le 11 août 1931) est le propriétaire du majorat et un député du Reichstag.

## Biographie

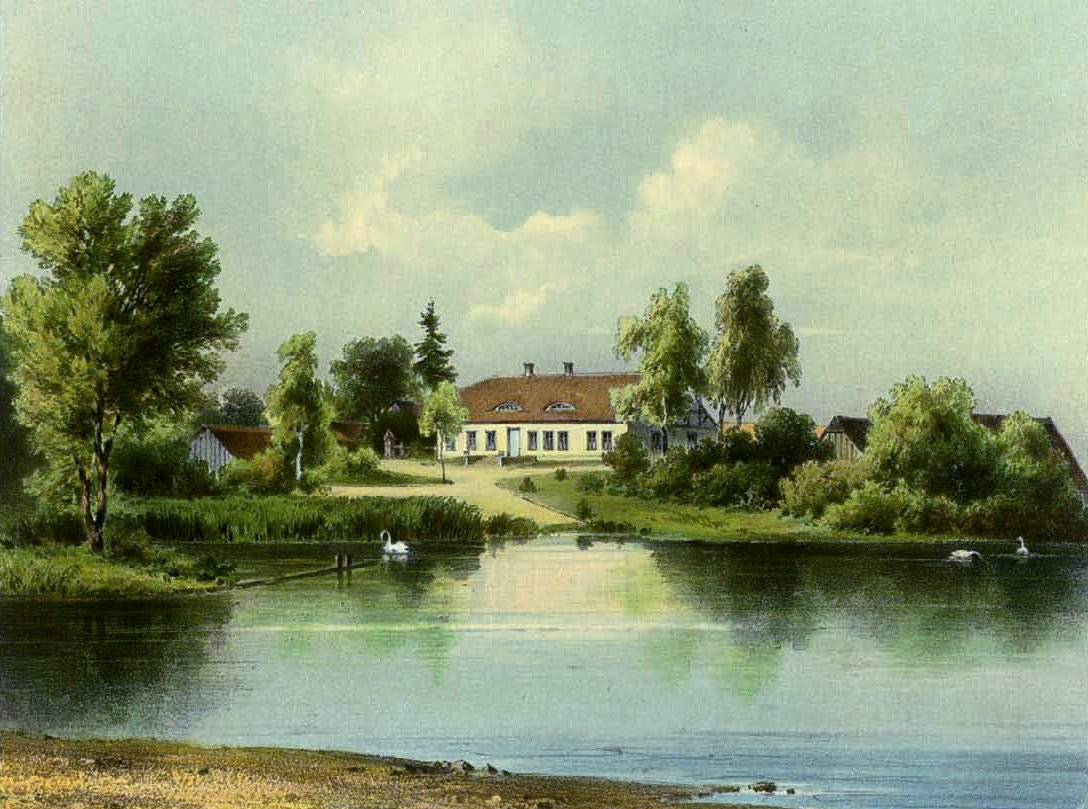
Manoir de Kerschitten vers 1860, collection Alexander Duncker

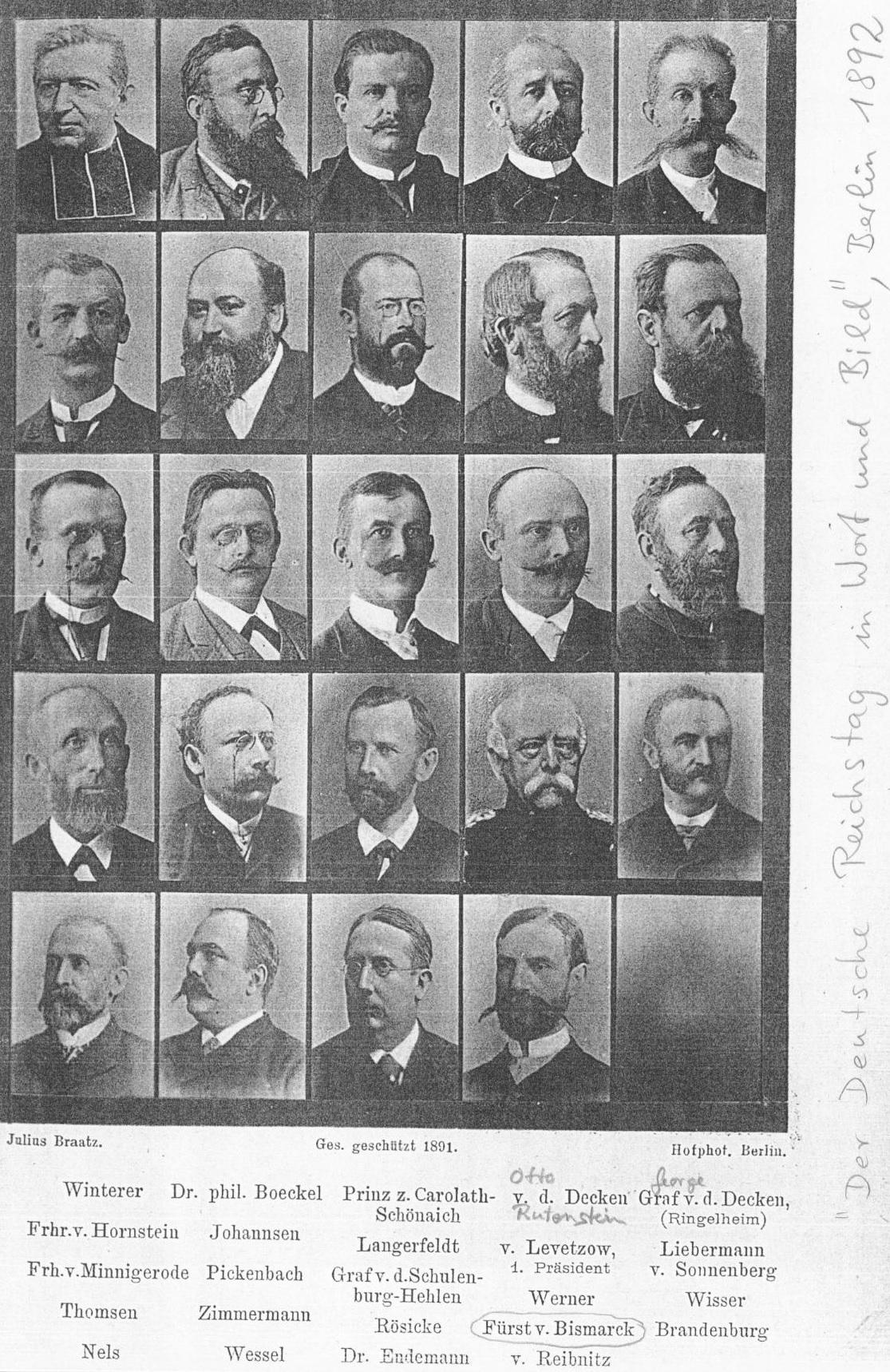
Le Reichstag allemand en mots et en images par Julius Braatz 1892 - en bas à droite sous le prince von Bismark Hans von Reibnitz

Reibnitz étudie aux maisons des cadets à Culm et à Berlin. Il est locataire de Heinrichau depuis 1879 et propriétaire de la majorat Kerschitten depuis 1890, ainsi que chef de bureau. De 1872 à 1875, il est un officier actif dans le 1er régiment de hussards du Corps de l'armée prussienne. Reibnitz appartient ensuite à la réserve du régiment jusqu'en 1880.
D'août 1891 à 1898, il est député du Reichstag allemand pour la 1re circonscription du Reichstag du district de Gumbinnen. Il représente le Parti radical allemand et le Parti populaire radical.